# Controversia del palo de hockey

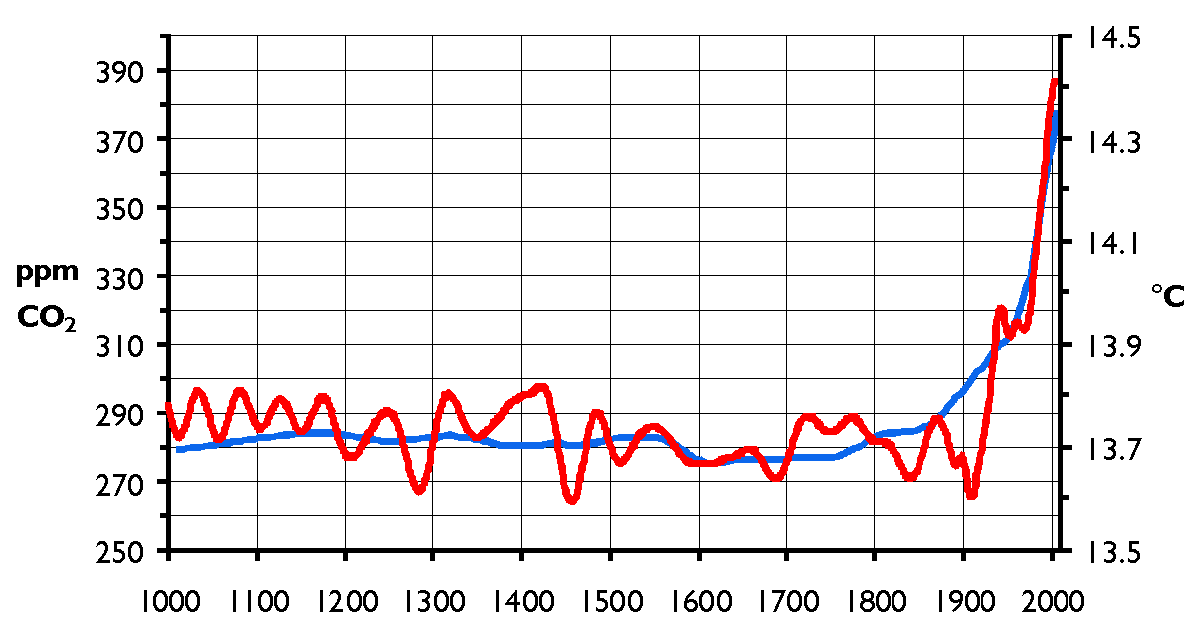
Gráfico de palo de hockey del reporte 2001 del IPCC. Datos de. La línea roja: Tª reconstruidas (sobre la base de lecturas de Tª y a anchura de anillos de árboles), azul: CO_{2}.

La controversia del palo de hockey hace referencia a los debates sobre los aspectos técnicos y repercusión en el calentamiento global de las gráficas de reconstrucciones del registro de temperatura del último milenio. En el ámbito político, el debate se centra en el uso de dichas gráficas como método para difundir al público aspectos científicos complejos, y en la solidez de las afirmaciones presentadas por el Grupo Intergubernamental de Expertos sobre el Cambio Climático (IPCC por sus siglas en inglés Intergovernmental Panel on Climate Change).
A finales de los años noventa, varios grupos de investigación utilizando proxies para estimar el registro de temperatura encontraron evidencias de que el calentamiento actual era excepcional. En 1998 Michael E. Mann, Raymond S. Bradley y Malcolm K. Hughes (MBH en adelante) realizaron la primera reconstrucción cuantitativa de la temperatura a nivel de hemisferio a partir del análisis de un conjunto diverso de medidas. Esta reconstrucción se remontaba hasta 1400 y mostraba un rápido aumento de la temperatura, posteriormente, en su artículo de 1999, extendieron este estudio hasta el año 1000. La gráfica mostrando este incremento fue utilizada durante la reunión del Tercer Informe de Evaluación del IPCC en 2001 como representativa de la visión general entre los científicos del clima del incremento más o menos pronunciado de la temperatura a partir de la segunda mitad del siglo XX. El término palo de hockey fue acuñado por el climatólogo y director del Laboratorio Geofísico de Dinámica de Fluidos Jerry Mahlman para describir el patrón observado en el gráfico; una fase relativamente plana hasta 1900 seguido por un rápido incremento.
En 2003, Willie Soon y Sallie Baliunas arremetieron contra este patrón en un artículo que posteriormente fue calificado como erróneo. También en 2003, Stephen McIntyre y Ross McKitrick publicaron un artículo cuestionando los métodos estadísticos usados en el artículo de Mann et al. Sin embargo, Hans von Storch considera este artículo como de poca relevancia y cree que su artículo de 2004 es el primero que plantea una crítica significativa a los métodos estadísticos usados por MBH. En 2006, por requerimiento del Congreso de los Estados Unidos, se formó un grupo de estudio compuesto por científicos que declaró su apoyo a los descubrimientos de Mann con algunas matizaciones, incluyendo la advertencia de la existencia de algunos errores estadísticos aunque con poco efecto en los resultados finales.
Más de doce artículos posteriores, usando diferentes métodos estadísticos y combinaciones de registros de proxies, han reproducido reconstrucciones similares a la gráfica original en palo de hockey de MBH, únicamente mostrando algunas diferencias en cómo de plana es la región anterior al siglo XX. Más de una docena de reconstrucciones posteriores apoyan las conclusiones del IPCC de que la década más cálida en los últimos 1000 años fue probablemente la última del final del siglo XX.

## Naturaleza de la disputa

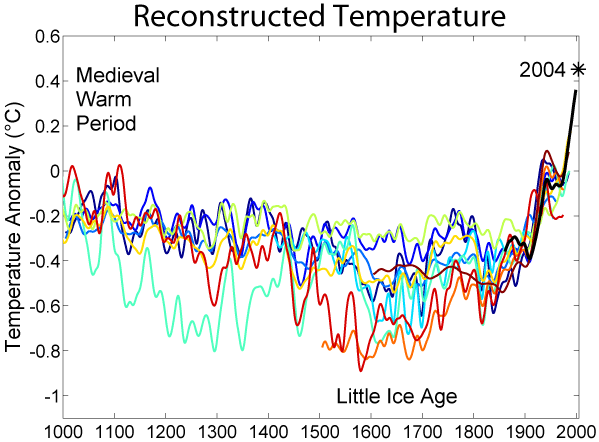
Reconstrucciones de Tº del Hemisferio Norte en el último milenio, de acuerdo a varios artículos viejos (líneas azules), y más nuevos (líneas rojizas), y registros instrumentales (línea negra).

Existen registros instrumentales cuasiglobales de Tº desde aproximadamente 1850. Sin embargo, para construir un registro a escala milenaria, se requieren proxies para la Tº. En consecuencia, hay cuestiones relativas a la precisión con la que estos proxies reflejan el cambio de temperatura real, su cobertura geográfica, y los métodos estadísticos empleados para combinarlos.
La significancia política de la controversia científica sobre los gráficos centrados en su uso como parte de la evidencia de calentamiento global antropogénico. La reconstrucción MBH98 fue muy destacada en el Tercer Informe de Evaluación (TAR) del IPCC ONU de 2001, y ampliamente publicado en los medios.
Esta disputa se centra en fundamentales aspectos técnicos de la metodología y de los grupos de datos usados en crear la reconstrucción MBH98, originalmente comenzada por Stephen McIntyre y Ross McKitrick. Sus fuertes críticas sobre el gráfico de Tº reconstruidas de un milenio por Mann et al.' (gráfico del palo de hockey) consistieron en aseverar que los cálculos son un artefacto de fallas y de defectos graves de datos.
A su vez, Mann, Bradley y Hughes (MBH en adelante) respondieron que esas críticas eran falsas y espurias.
La disputa hizo constituir una investigación a instancias del Congreso de EE. UU. por un panel de científicos convenidos del National Research Council (NRC) de la United States National Academy of Sciences (NAS) para considerar las reconstrucciones de los últimos 2 milenios en general; y además, otra investigación se desarrolló a instancias de congresal Joe Barton y un panel de tres estadísticos, comandados por Edward Wegman específicamente abordando el trabajo de MBH. Ambos grupos: de NRC y el de Wegman, emitieron sus reportes en 2006.
La segunda gráfica muestra los datos del MBH98 y de varias otras reconstrucciones climáticas, subsecuentes a la de 1998. Dos de las otras reconstrucciones de Tº incluyen el gráfico de Mann y colaboradores.
Hay un debate en curso acerca de los detalles del registro de Tº y los métodos de reconstrucción. El debate se centra en varios puntos de discusión:
- ¿Cuán bien pueden ser reconstruidas las Tº pasadas de los datos que se tienen?
- ¿Fue el siglo XX el periodo más cálido del último milenio?
- ¿Fue el Período cálido medieval observado en la región del Atlántico Norte parte de un calentamiento más grande global o hemisférico?
- Son los anillos anuales de los pinos Bristlecone y cola de zorro proxies de Tº válidas?
- Sin usar ambos proxies de pinos en tal reconstrucción, sigue estando el palo de hockey?

## Discusión de la reconstruction MBH
Esta controversia del palo de hockey ha tenido una gran extensión enfocando las reconstrucciones de Mann y de MBH98 en donde él fue el autor principal. La revista Scientific American lo describió como el "Hombre detrás del Palo de Hockey," en referencia a su reconstrucción de temperatura. La BBC describió al apelativo "palo de hockey" como un término acuñado al presentarse la tabla de variaciones de temperatura en el último milenio. La tabla es relativamente chata en el periodo 1000 a 1900, indicando temperaturas relativamente estables en ese período. Después de 1900, sin embargo, las temperaturas aparentemente se disparan, formando la hoja del palo de hockey. La combinación de las áreas en la tabla sugiere un reciente aumento en la temperatura causada por actividades humanas. La BBC afirmó además que "El alto perfil de la publicación de datos hizo que el "palo de hockey" fuera usado como pieza clave de evidencia en el Tercer Informe de Evaluación del IPCC en 2001."
En 2003, Stephen McIntyre y Ross McKitrick publican "Correcciones a los datos proxies de Mann et al. (1998) y las series de temperatura media del Hemisferio Norte" en la revista (JCR Energy and Environment 14(6) 751-772, aumentando las preocupaciones sobre su habilidad de reproducir los resultados de MBH. El Informe IPCC AR4 de "Wahl y Ammann (2007) mostró que este fue consecuencia de diferencias en McIntyre y McKitrick (2003) que habían implementado el método de Mann et al. (1998) y que la reconstrucción original podría haber duplicado el uso de los datos originales proxy." En 2004 Mann, Bradley, y Hughes publican una corrigendum a su artículo de 1998, corrigiendo un número de errores en la información en línea suplementaria que acompañaba su escrito pero que aun así no modificaban los resultados.
Hans von Storch y colegas alegaron que el método usado por Mann et al. probablemente subestimó las fluctuaciones de Tº en el pasado por un factor de dos o más. Sin embargo, esa conclusión resta al menos en parte sobre la racionalidad de la simulación del modelo climático global (GCM) usado, que ha sido cuestionado; Wahl et al. afirmaba sobre los errores en la técnica de reconstrucción que von Storch usó. El reclamo de Storch implica que el MBH98 fue menos seguro debido a que si hubiera más variabilidad que lo originalmente expuesto, luego el "palo de hockey" de Mann se vería menos que eso y habría argumentos más débiles para el reciente cambio climático.
El Reporte del IPCC AR4 dice que el alcance de cualquiera de tales sesgos en específicas reconstrucciones... será incierto... Y es muy poco probable, sin embargo, sugiriendo que cualquier sesgo sería tan grande con un factor de dos.
Anders Moberg y sus colaboradores suecos y rusos también generaron reconstrucciones con significativa más variabilidad que las de Mann et al.
Después de chequear el trabajo de Mann et al. (1998), McKitrick comentó
"Los datos de Mann de tipo multiproxy, cuando se manipulan correctamente, muestran el clima del s. XX para nada excepcional comparado con otros siglos. Este resultado coincide plenamente con la evidencia de perforaciones. (Como acotación al margen, aparenta estar en línea con otros estudios que va en apoyo del palo de hockey, pero, en una inspección minuciosa, implica la existencia de un período cálido medieval (Medieval Warm Period: MWP)"
A su vez, Mann (con el apoyo de Tim Osborn, Keith Briffa y Phil Jones de la Climatic Research Unit) ha negado las afirmaciones hechas por McIntyre y McKitrick, diciendo 
"...la tan comentada 'corrección' no es más que una aplicación chapucera del procedimiento MBH98, donde los autores (MM) removieron el 80 % de los datos proxy actualmente usado por el MBH98 durante el periodo del s. XV... En verdad, el resultado bizarro denunciado por MM del calentamiento anómalo en el s. XV (que entra dentro del corazón de la "Pequeña Era de Hielo") está en desacuerdo con no solo la reconstrucción del MBH98, pero, de hecho la casi docena de otras estimaciones hoy publidadas que acuerdan con el MBH98 dentro de las incertidumbres estimadas...".
El 12 de febrero de 2005, Stephen McIntyre y Ross McKitrick publican un artículo en Geophysical Research Letters donde encuentran varios errores en la metodología de Mann et al. (1998). El documento afirma que la forma del "Palo de Hockey" fue el resultado de inválidos métodos de análisis de componentes principales. Alegaron que usando las mismas etapas como Mann et al., fueron capaces de obtener una forma de palo de hockey como el componente primero principal en el 99 % de los casos aún si hay ruido browniano (sin tendencia) fuera usado como input. Este artículo fue nominado como una revista culminante por la American Geophysical Union, que publica GRL, atrayendo la atención internacional para exponer fallos en las reconstrucciones de climas pasados. El IPCC AR4 dice sobre ese artículo puede tener algún fundamento teórico, pero Wahl y Amman (2006) también muestran que el impacto en la amplitud de la reconstrucción final es muy pequeña.
Mann se ha personalmente involucrado en el debate sobre el cambio climático. Testimoniando ante el Senado de los Estados Unidos en 2003, argumentó:
"Es consenso de la comunidad de climatólogos que el anómalo calentamiento de fines del s. XX no puede explicarse por factores naturales, sino que indica significativa acción antropogénica... Más de una docena de grupos de estudios independientes han reconstruido la Tº media del Hemisferio Norte en pasados siglos... Las reconstrucciones proxy, toman en cuenta esas incertidumbres, indicando que tales calentamientos del H. norte durante fines del s. XX... no tiene precedentes sobre al menos el pasado milenio y ahora aparece sobre la base de estudios con revisión por pares, probablemente en los pasados dos milenios."
Más recientemente, la Academia Nacional de Ciencias consideró la materia. El 22 de junio de 2006, la Academia lanzó una versión a prepublicar de su reporte "Reconstrucciones de Tº Superficiales de Los 2 Últimos Milenios, [27] con apoyo a la afirmación más general de Mann de que las últimas décadas del siglo XX, y mostrando menos confianza en sus afirmaciones de individuales décadas o años, debido a mayores incertidumbre a tal nivel de precisión.
"La conclusión básica de Mann et al. (1998, 1999) muestra el caliente fin del siglo XX en el H. Norte siendo no precedido durante al menos un milenio. Esa conclusión ha sido subsecuentemente asegurado por una serie de evidencias que incluye...
    basado en el análisis presentado en los papeles originales de Mann et al. y esas más nuevas evidencias, encontrando el comité ser más plausible de que el Hemisferio Norte fue más cálido durante las últimas décadas del siglo XX que durante cualquier periodo comparable del precedente milenio. La incertidumbre sustancial actualmente presente en la evaluación cuantitativa de cambios de Tº superficiales de gran escala antes de alrededor de 1600 con menor confianza en tal conclusión comparada con el alto nivel de confianza el enfriamiento en la Pequeña Era del Hielo y el calentamiento del siglo XX. Aún con menos confianza se puede llegar a las conclusiones originales de Mann et al. (1999) de que "los 1990s son seguramente la década más caliente, y el 1998 el año más cálido, en al menos un milenio" debido a las incosistencias inherentes en las reconstrucciones de Tº para años individuales y décadas son más grandes que aquellas de periodos más largos, y debido a la falta de registros totales proxies de Tº en tales escalas cortas de tiempo." [28]
Un punto de discusión se refiere a las solicitudes de McIntyre a Mann a que le proporcionen la data, métodos y código fuente necesario para que McIntyre hiciese la "auditoría" del MBH98. Mann proporcionó algunos datos y luego se detuvo. Pasado un largo proceso - en donde la National Science Foundation que apoya a Mann - el código fue hecha pública. Eso ocurrió debido a que el Congreso investigó después un artículo en el Wall Street J. detalló críticas de McIntyre. El Congreso estaba especialmente preocupdo por Mann y su negativa a mostrar sus data. En junio de 2005, el Congreso le pidió a Mann testificar ante un especial subcomité. El presidente del comité (Joe Barton, un prominente escéptico del calentamiento global, le escribió un petitorio a Mann requiriéndole que diera sus datos, incluyendo sus códigos fuente, archivos de toda la data de todos sus artículos científicos, identidades de sus actuales y pasados colaboradores, y detalles de todos los fondos para cualquiera de las investigaciones en curso o antes de Mann, incluyendo todas las formas de apoyo y acuerdos. La American Association for the Advancement of Science vio eso como "un estudio de algunos datos básicos como para desacreditar a particulares científicos con sus hallazgos, más que un estudio de entendimiento." Cuando Mann cumplió, toda la data estuvo disponible para McIntyre. El Congreso también pidió que un tercer grupo de científicos revisaran las críticas de McIntyre & McKitrick. El Panel Wegman y la Academia Nacional de Ciencias publicando ambos reportes. McIntyre & McKitrick, en 2005, afirmaron que 7 de sus 10 hallazgos en 2003 habían sido largamente confirmados por esas revisiones. Nature reportó que la "Academia afirma el gráfico del Palo de Hockey - Pero critica el modo en que los resultados controversiales climáticos se usaron."

## Informe del Consejo Nacional de Investigaciones
A requerimiento del Congreso de EE. UU., un especial "Comité sobre Reconstrucciones Superficiales de Tº de los Pasados 2 Milenios" se creó en la Junta de Información en Ciencias de la Atmósfera y el Clima del National Research Council. Dicho Comité consistía de 12 científicos de diferentes disciplinas y tuvo la tarea de explicar la información científica actualizada de los registros de Tº de los pasados dos milenios, e identificando las principales áreas de incertidumbre, las principales metodologías usadas, y cualesquiera problemas con esos enfoques, y como centrar el debate del estatus del conocimiento científico del cambio climático global.
El Panel publica su reporte en 2006. El reporte acuerda que hubo deficiencias estadísticas en el análisis MBH, pero concluyó que eran de efecto pequeño. El reporte resume sus principales hallazgos como sigue:
- El calentamiento medido instrumentalmente es de cerca de 0,6 °C (1,1 °F) durante el siglo XX es también reflejado en mediciones de Tº de perforaciones, retiro de glaciares, y otras evidencias observacionales, que pueden ser simuladas con modelos climáticos.
- Reconstrucciones de Tº superficie de gran escala que dan tendencias generalmente consistentes durante el precedente milenio, incluyendo condiciones relativamente cálidas centradas alrededor del 1000 (identificada por algunos como “período cálido medieval”) y un relativamente periodo frío (o “Pequeña Edad de Hielo”) centrado alrededor de 1700. La existencia y extensión de esa pequeña era gélida fue de 1500 a 1850, es soportada por una amplia variedad de evidencias incluyendo probetas de núcleos de hielo, anillos de árboles, Tº perforadas, registros de longitudes glaciares, y documentos históricos. La evidencia de calentamiento regional en tiempos medievales puede hallarse en diversos pero más limitados registros incluyendo muestras de hielo, anillos de árboles, sedimentos marinos, fuentes históricas de Europa, Asia, aunque el exacto momento y duración de periodos cálidos puede haber variado de región en región, luego la magnitud y extensión geográfica del calentamiento son inciertas.
- Se puede decir con un alto nivel de confianza en que la Tº global media de la superficie fue mayor durante las últimas décadas del siglo XX que durante cualquier otro período comparable durante los últimos cuatro siglos. Esta afirmación se justifica por la consistencia de la evidencia de una gran variedad de proxies geográficamente diversos.
- Menos confianza se puede colocar en las reconstrucciones gran escala de Tº de superficie para el período comprendido entre el año 900 d. C. a 1600. Actualmente los proxys disponibles indican que las temperaturas en muchos, pero no todas, ubicaciones individuales fueron más altos durante los últimos 25 años que durante cualquier otro período de duración similar desde el año 900. Las incertidumbres asociadas con la reconstrucción de las Tº medias del hemisferio media o global de estos datos aumentan considerablemente hacia atrás en el tiempo a través de este período y aún no están plenamente cuantificados.
- La confianza es muy poca al asignar a las Tº medias hemisféricas o globales de la superficie antes de alrededor del 900, debido a la cobertura de escasos datos, ya las incertidumbres asociadas con los datos indirectos y los métodos utilizados para analizar y combinar ellos son más grandes que durante otros períodos recientes.

En respuesta, un blog grupal en RealClimate, en el cual Mann es uno de los colaboradores, argumentó: "el panel ha encontrado razones para soportar las conclusiones principales claves de la investigación del pasado, incluyendo los puntos que hemos señalado anteriormente." Similarmente, de acuerdo a Roger A. Pielke, Jr., la publicación de la National Research Council constituyó una "cercana y completa vindicación de la obra de Mann et al."; Nature lo reportó como "Academia afirma el gráfico del palo de hockey."
De acuerdo a Hans von Storch, Eduardo Zorita y Jesús Rouco, revisando el reporte NAS sobre el blog de McIntyre Climate Audit: "con respecto a los métodos, el comité está mostrando reservas con respecto a la metodología de Mann et al. La Comisión toma nota de manera explícita en las páginas 91 y 111 que el método no tiene validación (CE) habilidad significativamente diferente de cero. En el pasado, sin embargo, siempre ha alegado que el método tiene una importante capacidad de validación de cero. Los métodos sin una habilidad de validación se suele considerar inútiles." Se toma nota de sus críticas, pero, no declara nada, ni explícita o implícitamente, en las dos páginas citadas; lo más cercano del reporte es una declaración: "algunos recientes resultados reportados en la Tabla 1S de Wahl & Ammann (en prensa) indican que tales reconstrucciones, usan el mismo procedimiento y todos los proxies usados por Mann et al. (1999), dando valores de CE que van de 0,103 a -0,215, dependiendo de cuan lejos en tiempo se haga la reconstrucción."
Sin embargo, la CE no es la única medida de su habilidad; Mann et al.(1998) utiliza la más tradicional puntuación "RE", que, a diferencia de CE, las cuentas por el hecho de que la serie de tiempo cambian su valor medio con el tiempo. La habilidad de reconstrucción estadísticamente significativa en Mann et al. la reconstrucción es independiente apoyado en la literatura revisada por pares.

## Comité sobre el Informe de Energía y Comercio (Reporte Wegman)
Un grupo de estadísticos liderados por Edward Wegman, director del Comité de Estadística Teórica y Aplicada de la Academia Nacional de Ciencias’ (NAS), se conformó por requerimiento de U.S. Rep. Joe Barton y de U.S. Rep. Ed Whitfield. El reporte se enfocó en el análisis estadístico usado en el artículo de MBH y las consideraciones de las relaciones personales y profesionales entre Mann et al. y otros miembros de la comunidad paleoclimática. Los hallazgos se presentaron en el reporte comúnmente conocido como el "Reporte Wegman") y en una audiencia del subcomité de supervisión e investigaciones, dirigido por Whitfield:
- MBH98 y MBH99 eran "algo oscuro e incompleto" y las críticas de McIntyre & McKitrick se hallaron "válidas y de peso".
- Hallaron que los métodos MBH crearon una PC1 estadística dominada por las series de anillos de árboles de dos especies muy relacionadas. Sin embargo hay evidencia en la literatura, que el uso de una de las spp. como temperatura proxy puede no ser válida (suprime el "periodo cálido" en el fin del gráfico del palo de hockey); y que la otra especie exhibe un crecimiento fertilizado con CO2 en los últimos 150 años (subiendo el calentamiento en la última parte del gráfico)
- Cabe señalar que no hay pruebas de que Mann o cualquiera de los otros autores en estudios paleoclimáticos hayan tenido interacciones significativas con los estadísticos más importantes.
- Una red social de autorías en reconstrucción térmica es descrita con al menos 43 autores con vínculos directos a Mann en virtud de haber coautorado artículos con él. Los resultados de estos análisis sugieren que los autores en esta área de la paleoclimatología están estrechamente conectados, por lo tanto los ‘estudios independientes’ no lo son como ellos tratan de aparecer. El Dr. Wegman argumentó que eso era una "hipótesis" y debería tomarse con escepticismo.[49]
- Muchos de los mismos proxies se reusan en la mayoría de los "estudios independientes" por lo que "no puede realmente pretender ser verificaciones independientes."[50]
- Es importante tener en cuenta el aislamiento de la comunidad de la paleoclimatología; a pesar de que sus miembros dependen en gran medida de métodos estadísticos, no interactúan con la comunidad estadística. Además, el equipo de Wegman determinó que el intercambio de materiales de investigación, datos y resultados se hizo al azar y de mala gana.
- En general, el Comité considera que las evaluaciones de Mann de que la década de 1990s fue la década más cálida del milenio y que 1998 fue el más caliente año del milenio no puede ser apoyado por su análisis.

El mismo informe Wegman ha sido criticado por varios motivos:
- El reporte no fue objeto de formal revisión por pares.[51][52] En la vista, Wegman listó a seis personas que participaron en su propio proceso informal de revisión por pares vía correo electrónico luego de que ei Informe se finalizara y dijo no tener objeciones a la presentación del Subcomité.[49]
- El Dr. Thomas Crowley, profesor de ciencias de la Tierra de la Duke University, declaró en la Audiencia del Comité: "Las conclusiones y recomendaciones del Informe Wegman tiene algunos serios defectos".[49]
- El resultado de fijar algunos de los supuestos errores en la reconstrucción general no cambia la forma general de las más recientes partes de la reconstrucción.[53]
- Similarmente, los estudios que usan completamente diferentes metodologías también producen muy similares reconstrucciones.[53]
- El análisis de la red social no se basa en criterios racionales, no prueba un conflicto de intereses y no se aplica al tiempo de las publicaciones de 1998 a 1999. Redes del tipo de las coautorías no es inusual en áreas muy definidas de la ciencia.[54] Durante la audiencia, Wegman definió la red social como una revisión por pares que "activamente colaboraron con él en la escritura de artículos de investigación" y respondió que ninguno de sus revisores tenía.[49]
- Gerald North, director del Panel del Consejo Nacional de Investigaciones que estudió el tópico del palo de hockey y produjo el reporte "Reconstrucciones de temperaturas superficiales de los últimos dos milenios", declaró que los políticos en la audiencia en la que el informe fue presentado Wegman "fueron torciendo la información científica para sus propios fines propagandísticos. La audiencia no fue una operación de recopilación de información, sino más bien una máquina de propaganda."[51] En su testimonio cuando se le preguntó si se discute la metodología de las conclusiones del informe de Wegman, declaró que: "No, no. No estamos en desacuerdo con sus críticas. De hecho, casi lo mismo se dice en nuestro informe. Pero, de nuevo, solo porque se hacen las reivindicaciones, no significa que sean falsas".[49]
- El mismo Mann ha dicho acerca del reporte "loros acríticos como los dos canadienses [un economista y un geólogo consultor] que han sido ya refutado por varios artículos con revisión por pares inexplicablemente descuidas por el panel de Barton. Esas afirmaciones fueron específicamente retiradas por la Academia Nacional de su reporte hace semanas atrás."[55]

## Actualizaciones
En carta a Nature del 10 de agosto de 2006, Bradley, Hughes y Mann señalaron al título original de su artículo 1998: "Tº del Hemisferio Norte durante el pasado milenio: inferencias, incertidumbres, y limitaciones" y señaló que "más datos de alta resolución se necesitan antes de más conclusiones confiables puedan ser alcanzadas y que tales incertidumbres eran el punto del artículo."
Mann y sus colegas han dicho que es "difícil de imaginar cuanto más explícito" deberían tener acerca de las incertidumbres que rodean su obra y culpando la "pobre comunicación a otros" por la "subsecuente confusión." Además, ha sugerido que las críticas dirigidas a su metodología estadística son puramente políticos y no añaden nada nuevo al debate científico.

### Los hallazgos de paleoclima del IPCC antes y después de la Controversia del Palo de Hockey
Antes2001 (pag. 2)
" los datos proxy del Hemisferio Norte indican que el incremento en la Tº del s. XX es problabemente haya sido el más grande de cualquier siglo durante el último milenio. También es probable que, en el hemisferio norte, la década de 1990 fue la década más caliente y 1998 el año más caluroso."
Luego
Actual declaración - a partir de 2007 (pag. 10)
"“El promedio de Tº en el hemisferio norte durante la segunda mitad del s. XX fueron muy probablemente mayores que durante cualquier otro período de 50 años en los últimos 500 años y probablemente el más alto en al menos los últimos 1300 años. Algunos estudios recientes indican una mayor variabilidad en la Tº del hemisferio norte que se sugería en el TIE, en particular la conclusión de que los períodos de frío existente en los siglos XII al XIV, XVII}, y XIX. Los períodos más cálidos antes del s. XX están dentro del margen de incertidumbre dado en el TIE.”
En mayo de 2007, Hans von Storch revisó esos cambios en las conclusiones causadas por los artículos controversiales sobre el palo de hockey: 
En octubre de 2004 tuvimos la suerte de publicar en Science nuestra crítica a las Reconstrucciones de Tº 'palo de hockey' del último milenio. Ahora, dos años y medio más tarde, vale la pena repasar lo que ha ocurrido desde entonces,.
En la Asamblea General EGU hace unas semanas hubo no menos de tres documentos de los grupos en Copenague y Berna evaluar de manera crítica las ventajas de los métodos utilizados para reconstruir el clima histórico con variables proxies; artículos de Bürger en 2005; artículo de Moberg en Nature en 2005; varios artículos de Tº de pozo; Reporte de la Academia Nacional de Ciencia de 2006 – todos los cuales ayudan a clarificar que las metodologías del palo de hockey llevan a cuestionables reconstrucciones históricas. El 4.º Infforme de Evaluación del IPCC ahora presenta un gran rango de históricas reconstrucciones en vez de favorecer prematuras monohipótesis como fiables.
McIntyre fue crítico en el blog de Nature debido a que von Storch no reconoció el rol de McIntyre & McKitrick; sin embargo von Storch replicó que:
Eso fue a propósito, ya que no creo que McIntyre, haya contribuido sustancialmente en lo publicado con revisión por pares al debate sobre los méritos estadísticos de la MBH y sus métodos relacionados. Se ha publicado un artículo revisado por pares sobre un aspecto estadístico, y hemos publicado una respuesta - reconociendo que tendrían un punto válido en principio, pero la crítica no tendría importancia en el caso del palo de hockey... vemos, en principio, dos entradas de científicos de McIntyre en el debate general - un punto válido, que es, sin embargo, probablemente no pertinente en este contexto, y otro que no ha sido debidamente documentado.
Como muchos de los reclamos sobre el Palo de Hockey giran alrededor de los aspectos estadísticos, la American Statistical Association celebró una sesión en el 2006 Joint Statistical Meetings, sobre el cambio climático con Edward Wegman, John Michael Wallace, y Richard L. Smith. E. Wegman presentó la discusión de los aspectos metodológicos del análisis PC por el MBH98, y su visión que Método Incorrecto + Respuesta Correcta = Mala Ciencia. J. M. Wallace indica al Informe NRC y sus cautas conclusiones de que las reivindicaciones de las Tº sin precedentes en las últimas décadas pueden considerarse como plausibles (2:1 probabilidades a favor). R. L. Smith (U. de Carolina del Norte, Estadística) analizó la metodología estadística detrás del CCSP "Reporte sobre las Tendencias de Tº en la Baja Atmósfera” y compartió su visión del rol de los estadísticos en el proceso. La sesión se resume por RL Smith en la Revista de la Sección ASA de Estadística y el Ambiente.
En un artículo del 9 de septiembre de 2008, Mann y colegas publican una reconstrucción actualizada de las Tº superficiales de la Tierra de los pasados dos milenios. Esta reconstrucción usaron diversos dataset que eran más grandes significativamente que los estudios originales de anillos arbóreos. Al igual que en el estudio original, esa obra halló que los recientes increamentos en la Tº superficial del Hemisferio norte son anómalos respecto a loa al menos los pasados 1300 años, y que tales resultados robustecen la inclusión o exclusión de los datos de anillos de árbboles. En una respuesta PNAS, McIntyre and McKitrick hicieron varias advertencias, incluyendo a que Mann et al. usaron algunos datos con los ejes al revés. Mann et al. le replicaron que McIntyre y McKitrick "no plantean válidas cuestiones en relación a nuestros artículos" y que la "objeción a datos “patas para arriba” es bizarra".